# コルネード・ヴィチェンティーノ
コルネード・ヴィチェンティーノ（伊: Cornedo Vicentino）は、イタリア共和国ヴェネト州ヴィチェンツァ県にある、人口約12,000人の基礎自治体（コムーネ）。

## 地理

### 位置・広がり

#### 隣接コムーネ
隣接するコムーネは以下の通り。
- ブロリアーノ
- カステルゴンベルト
- マーロ
- モンテ・ディ・マーロ
- ヴァルダーニョ

### 気候分類・地震分類
気候分類では、zona E, 2799 GGに分類される。
また、イタリアの地震リスク階級 (it) では、zona 2 (sismicità media) に分類される。

## 行政

### 分離集落
コルネード・ヴィチェンティーノには、以下の分離集落（フラツィオーネ）がある。
- Cereda, Montepulgo, Muzzolon, Spagnago

## 姉妹都市
- Sobradinho、ブラジル 2002年